# Katedra Najświętszej Maryi Panny w Gandhinagarze
Katedra Najświętszej Maryi Panny w Gandhinagarze jest rzymskokatolicką katedrą w indyjskim mieście Gandhinagar oraz siedzibą arcybiskupa Gandhinagaru i główną świątynią archidiecezji Gandhinagar. Katedra znajduje się w sektorze 8 (Sector 8).
Została wybudowana w 1970 przez jezuitów. Posiada nowoczesną architekturę.